# Opština Gostivar
Gostivar (makedonsky Гостивар, albánsky Komuna e Gostivarit) je opština na západě Severní Makedonie. Gostivar je také název města, které je centrem opštiny. Opština se nachází v Položském regionu.

## Geografie
Opština hraničí s:
- na jihu s opštinou Mavrovo a Rostuša, Kičevo
- na východě s opštinou Makedonski Brod
- na severu s opštinami Brvenica a Vrapčište
- na západě s Kosovem a Albánií

Centrem opštiny je město Gostivar. Pod něj spadá 34 vesnic.
Vesnice: Balin Dol, Belovište, Brodec, Čajle, Čegrane, Debreše, Dolna Banjica, Dolna Gonovica, Dolno Jelovce, Forino, Gorna Banjica, Gorna Gonovica, Gorno Jelovce, Ḱafa, Korito, Kunovo, Lakavica, Lešnica, Malo Turčane, Merdita, Mitrovi Krsti, Padalište, Pečkovo, Raven, Rečane, Simnica, Srbinovo, Strajane, Sušica, Trnovo, Tumčevište, Vrutok, Zdunje, Železna Reka
Historické osady - Peč, Strezimir, Štirovica

## Demografie
V opštině se nachází 35 osídlených míst, z toho jedno město a 34 vesnic.
Podle posledního sčítání lidu v roce 2021 zde žije 59 770 obyvatel, převážně albánské národnosti.
Etnickými skupinami jsou:
- Albánci = 33 076 (55,34%)
- Makedonci = 12 807 (21,43%)
- Turci = 7 597 (12,71%)
- Romové = 2,237 (3,8 %)
- ostatní a neuvedené = 4 053 (6,72 %)

## Historie
26. listopadu 2019 zasáhlo Albánii silné zemětřesení a otřesy byly zaznamenány v opštině Gostivar.